# أمريكا المفتوحة 1997 (كرة مضرب)
قائمة بالأبطال في بطولة 1997 أمريكا المفتوحة:

## الكبار

### فردي رجال
باتريك رافتر هزم  غريغ روسيدسكاي ، 6-3, 6-2, 4-6, 7-5

### فردي سيدات
مارتينا هينغيز هزم  فينوس ويليامز ، 6-0, 6-4